# Liste der denkmalgeschützten Objekte in Hürm
Die Liste der denkmalgeschützten Objekte in Hürm enthält die 10 denkmalgeschützten, unbeweglichen Objekte der Gemeinde Hürm.

## Denkmäler
| Foto |                 | Denkmal                                                                                  | Standort                                        | Beschreibung | Metadaten |
| ---- | --------------- | ---------------------------------------------------------------------------------------- | ----------------------------------------------- | --- | --- |
| ja   | Datei hochladen | Hügelgräberfeld Thurnhofer Leithen HERIS-ID: 46560 Objekt-ID: 48653seit 2014             | Flur Thurnhofer Leithen Standort KG: Hainberg   | Bei Hainberg wurden 1885 elf Hügelgräber aus der Römerzeit entdeckt. Anmerkung: Das Hügelgräberfeld Thurnhofer Leithen erstreckt sich über die Katastralgemeinden Unterthurnhofen und Hainberg. | BDA-Hist.: Q38022540 Status: Bescheid Stand der BDA-Liste: 2025-06-30 Name: Hügelgräberfeld Thurnhofer Leithen GstNr.: 121, 118                                                                           |
| ja   | Datei hochladen | Pfarrhof und Wirtschaftsgebäude HERIS-ID: 76462 Objekt-ID: 90029                         | Kirchenplatz 1 Standort KG: Hürm                | Die Österreichische Kunsttopographie von 1909 erwähnt eine große Halle im Obergeschoß des Pfarrhofs, überspannt von vier quadratischen, gratigen Kreuzrippengewölben, die auf acht prismatischen Wandpfeilern und einer freistehenden Mittelsäule mit etruskischem Kapitell ruhen. Die Deckplatte des Kapitells trägt zwei kleinere Wappenschilder und eine Aufschrift: „Joan. Jacob. Pastor in Hirmb et conveutualis S. Hippolyti Anno MDLXXX/; renovatum 1892“. | BDA-Hist.: Q38144144 Status: § 2a Stand der BDA-Liste: 2025-06-30 Name: Pfarrhof und Wirtschaftsgebäude GstNr.: 247 Pfarrhof und Wirtschaftsgebäude Hürm                                                  |
| ja   | Datei hochladen | Kath. Pfarrkirche hl. Stephan HERIS-ID: 59163 Objekt-ID: 70180                           | Kirchenplatz 1, gegenüber Standort KG: Hürm     | Nach der Zerstörung des Vorgängerbaus im Zuge des ersten österreichischen Türkenkrieges wurde die Pfarrkirche von Hürm neu errichtet und 1545 auf den hl. Stephan geweiht. 1883 erhielt sie eine neue Sakristei sowie eine Marienkapelle und 1905 ein drittes Kirchenschiff. | BDA-Hist.: Q1623754 Status: § 2a Stand der BDA-Liste: 2025-06-30 Name: Kath. Pfarrkirche hl. Stephan GstNr.: .8 Kath. Pfarrkirche hl. Stephan Hürm                                                        |
| ja   | Datei hochladen | Friedhofskapelle HERIS-ID: 76464 Objekt-ID: 90031                                        | Friedhofweg 7 Standort KG: Hürm                 | Der Friedhof an dieser Stelle wurde 1876 geschaffen. | BDA-Hist.: Q38144191 Status: § 2a Stand der BDA-Liste: 2025-06-30 Name: Friedhofskapelle GstNr.: 122/2 |
| ja   | Datei hochladen | Wegkapelle HERIS-ID: 76466 Objekt-ID: 90033                                              | Kellergasse 17, südlich Standort KG: Hürm       | | BDA-Hist.: Q38144209 Status: § 2a Stand der BDA-Liste: 2025-06-30 Name: Wegkapelle GstNr.: 146 Wegkapelle Hürm                                                                                            |
| ja   | Datei hochladen | Ortskapelle Inning HERIS-ID: 76570 Objekt-ID: 90152                                      | Inning 46, neben Standort KG: Inning            | Die Kapelle von Inning wurde 1368 durch Bischof Albrecht von Passau zu einem Vikariat der Pfarre Hürm erhoben, von der Einsetzung eines Vikars ist jedoch nichts überliefert. | BDA-Hist.: Q38144792 Status: § 2a Stand der BDA-Liste: 2025-06-30 Name: Ortskapelle Inning GstNr.: 133 |
| ja   | Datei hochladen | Ortskapelle Seeben HERIS-ID: 76537 Objekt-ID: 90117                                      | Seeben 3, gegenüber Standort KG: Inning         | Die Ortskapelle Seeben ist ein neugotischer Bau, errichtet 1891 durch Maurermeister Johann Schmoll aus Mank, mit vorgestelltem Fassadenturm mit Spitzhelm. Am neugotischen Hochaltar befindet sich eine Statue der Immaculata. | BDA-Hist.: Q38144670 Status: § 2a Stand der BDA-Liste: 2025-06-30 Name: Ortskapelle Seeben GstNr.: 700 Ortskapelle Seeben                                                                                 |
| ja   | Datei hochladen | Burgruine und Stöckl HERIS-ID: 76546 Objekt-ID: 90126                                    | bei Sooß 12 Standort KG: Sooß                   | Ein gewisser „Hermann de Sazze“ ist ab 1147 nachweisbar. Die Burgruine liegt unmittelbar westlich des Park- bzw. Gartenbereichs der landwirtschaftlichen Fachschule Sooß. | BDA-Hist.: Q38144693 Status: § 2a Stand der BDA-Liste: 2025-06-30 Name: Burgruine und Stöckl GstNr.: 53/3 Burgruine und Stöckl Hürm                                                                       |
| ja   | Datei hochladen | Schloss Sooß mit Kapelle/landwirtschaftliche Fachschule HERIS-ID: 35051 Objekt-ID: 33652 | Sooß 1 Standort KG: Sooß                        | Von 1600 bis 1730 war die aus militärischer Sicht bedeutungslos gewordene Burg Sooß im Besitz der Freiherren von Neidegg, die aus den Wirtschaftsgebäuden am Fuße des Burgberges ein Wohnschloss errichten ließen. Nach mehreren Eigentümerwechseln erwarb Georg Hoyos das Anwesen und ließ eine wesentliche Umgestaltung vornehmen. 1950 wurde in dem Gebäude eine landwirtschaftliche Fachschule untergebracht.                                                 | BDA-Hist.: Q37961447 Status: § 2a Stand der BDA-Liste: 2025-06-30 Name: Schloss Sooß mit Kapelle/landwirtschaftliche Fachschule GstNr.: 53/3 Schloss Sooß mit Kapelle/landwirtschaftliche Fachschule Hürm |
| ja   | Datei hochladen | Hügelgräberfeld Thurnhofer Leithen HERIS-ID: 46561 Objekt-ID: 48655                      | Thurnhofer Leithen Standort KG: Unterthurnhofen | Das Hügelgräberfeld Thurnhofer Leithen erstreckt sich über die Katastralgemeinden Unterthurnhofen und Hainberg (siehe dort). | BDA-Hist.: Q38022552 Status: Bescheid Stand der BDA-Liste: 2025-06-30 Name: Hügelgräberfeld Thurnhofer Leithen GstNr.: 210, 211/1                                                                         |